# Polystichtis zeanger
Polystichtis zeanger är en fjärilsart som beskrevs av Stoll 1791. Polystichtis zeanger ingår i släktet Polystichtis och familjen Riodinidae. Inga underarter finns listade i Catalogue of Life.